# Europakloster Gut Aich
Das Europakloster Gut Aich ist ein 2004 gegründetes Benediktinerkloster im Ort Winkl der Salzburger Gemeinde Sankt Gilgen. Ziel des Klosters ist es, einen Beitrag zum friedlichen Zusammenleben von Menschen und Völkern in Europa zu leisten. Patron des Klosters ist der Heilige Benedikt von Nursia, der Ordensvater der Benediktinermönche, der auch der Patron Europas ist.

## Geschichte
Schon vor rund tausend Jahren waren Benediktinermönche im Salzkammergut aktiv. Der bekannteste Benediktiner ist der heilige Wolfgang von Regensburg, von dem See und Ort ihren Namen haben.
1993 stimmte der Erzbischof von Salzburg Georg Eder der Gründung eines neuen Klosters in Sankt Gilgen zu. Die Franziskanerinnen von Au am Inn stellten für diesen Neuanfang ihr ehemaliges Kinderheim Gut Aich zur Verfügung. Sie wurden am 24. Juli 1993 verabschiedet.
1999 wurde das Benediktinerkloster förmlich gegründet, zunächst für fünf Jahre ad experimentum. 2001 fand die erste kanonische Visitation des Klosters durch das Präsidium der Österreichischen Benediktinerkongregation statt, die zweite am 15. März 2004. Im selben Jahr stimmte das außerordentliche Generalkapitel der Kongregation am 3. Mai der endgültigen Errichtung des Benediktinerklosters Gut Aich zu. Am 23. Juni übergab der Bischof von Regensburg Gerhard Ludwig Müller nach einem feierlichen Gottesdienst in der Regensburger Klosterbasilika Sankt Emmeran den Mönchen von Gut Aich eine Reliquie des heiligen Wolfgang für den Altar der Klosterkirche. Diese wurde im Rahmen der feierlichen Errichtung des Klosters am 11. Juli 2004 vom Salzburger Erzbischof dort beigesetzt.
Am 28. Juni 2004 wurde Pater Johannes Pausch zum ersten Prior des Klosters gewählt. Er legte das Amt am 5. September 2021 zurück.
Am 27. Oktober 2021 wurde Bruder Thomas Hessler vom Abtpräses der Österreichischen Benediktinerkongregation zum Administrator für drei Jahre bestellt und folgte  Pausch als Leiter des Klosters nach. Am 26. September 2024 wurde Hessler unter dem Vorsitz von Abtpräses Johannes Perkmann zum Klaustralprior gewählt.
2025 zählt die Gemeinschaft sechs Mönche und einen Regularoblaten. Zudem wohnt Br. David Steindl-Rast, Mönch der Abtei von Mount Saviour / USA, überwiegend in Gut Aich.

## Die Klosterkirche
Am 31. Oktober 1994 wurde die Klosterkirche am tausendsten Todestag des heiligen Wolfgang geweiht. Im Jahr 1996 wurden die Kapelle und das Kloster mit Kunstwerken ausgestattet. Zusammen mit Bruder Thomas verwirklichte Leopold Hafner den Tabernakel und den Apostelkranz über dem Altar. Der damalige deutsche Bundeskanzler Helmut Kohl, ständiger Gast in Sankt Gilgen, schenkte dem Kloster eine Christusikone des Papstes.

## Einrichtungen und Angebote
Hildegard-Zentrum
Das Hildegard-Zentrum, benannt nach Hildegard von Bingen und am 11. Juli 1997 von Kurienkardinal Paul Augustin Mayer geweiht. Die Schwerpunkte liegen in Massage, Physiotherapie, Psychotherapie und psychosomatischer Kombinationstherapie.
Klosterkellerei
In der Kellerei des Klosters werden nach alten natürlichen Methoden verschiedene Liköre, Honigprodukte, Öle, Balsame, Tinkturen und einige andere Produkte erzeugt, die im Klosterhofladen verkauft werden.
Kunstwerkstätten
Im Kloster werden folgende Kunstwerkstätten betrieben:
- Gold- und Silberschmiede
- Bildteppichweberei
- Metallkunst
- Steinbildhauerei
- Kunstatelier

Veranstaltungen
In den Seminarräumen des Klosters werden verschiedene Aus- und Fortbildungslehrgänge sowie Veranstaltungen im Bereich Yoga und Tanz abgehalten. Zudem werden Klosterführungen angeboten. Nach Kindergottesdiensten spielen die Mönche für die anwesenden Kinder Puppentheater.